# Manoir Saint-Cloud
Le manoir Saint-Cloud est un édifice situé à Dives-sur-Mer, en France.

## Localisation
Le monument est situé dans le département français du Calvados, à Dives-sur-Mer, 2 rue Pablo-Picasso.

## Historique
Selon Jacques Lalubie, le manoir ou ferme Saint-Cloud remonterait à Guillaume le Conquérant. Il aurait été relié à l’église par un souterrain.

## Architecture
La construction est datée du premier quart du XVIe siècle.
Le corps du bâtiment présente une haute silhouette quasiment cubique. Les portes et fenêtres sont surmontées de linteaux en bois ornés de couples d’oiseaux. Le pignon au levant est revêtu de bardeaux de terre cuite. À l’arrière, la structure évoque une forteresse crénelée.
Le logis est inscrit au titre des Monuments historiques depuis le 21 juin 1994.